# Azumino
Azumino (Japans: 安曇野市, Azumino-shi) is een stad in de prefectuur Nagano op het Japanse eiland Honshu. De stad heeft een oppervlakte van 331,82 km² en had 1 maart 2008 ongeveer 97.000 inwoners.
Azumino is genoemd naar de vlakte waarop het ligt. Deze vlakte wordt ingeklemd door een bergketen in het oosten en de Japanse Alpen in het westen.
Ten noorden van Azumino ligt het dorp Hakuba waar tijdens de Olympische winterspelen van 1998 veel van de skisporten werden gehouden.

## Geschiedenis
Azumino werd op 1 oktober 2005 een stad (shi) door samenvoeging van de gemeentes Toyoshina, Hotaka, Misato en Horigane .

## Verkeer
Azumino ligt aan de Shinonoi-lijn van East Japan Railway Company en de Oito-lijn van Central Japan Railway Company .
Azumino ligt aan de Nagano-autosnelweg en aan de autowegen 19, 147 en 407.

## Aangrenzende steden
- Matsumoto
- Ōmachi